# Nazia Hassan

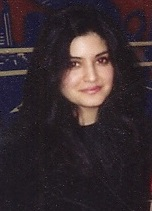
Nazia Hassan (1994)

Nazia Hassan (* 3. April 1965 in Karatschi; † 13. August 2000 in London) war eine britisch-pakistanische Sängerin und Songwriterin.

## Leben und Karriere
Hassan wurde am 3. April 1965 in Karatschi als eines von drei Kindern geboren. Im Alter von 14 Jahren lernte sie den indischen Schauspieler Feroz Khan kennen, welcher sie mit dem indischen Musikproduzenten Biddu vernetzte. Mit diesem veröffentlichte sie im Alter von 15 Jahren ihren ersten Song Aap Jaisa Koi. Nach der Veröffentlichung des Songs gelang ihr schnell ein musikalischer Aufstieg und sie wurde mit dem Filmfare Award in der Kategorie Best Female Playback Singer, dessen jüngste Trägerin sie bis heute ist. 1981 erschien ihr Album Disco Deewane, welches sie ebenfalls mit Biddu produzierte und welches der größte Verkaufsschlager in der indischen und pakistanischen Geschichte wurde und erstmals eine Popindustrie in beide Länder brachte. Hassan wurde dadurch das erste Popidol in Indien.
Gemeinsam mit ihrem jüngeren Bruder Zoheb Hassan (* 1966), welcher bereits Teile auf ihrem Album Disco Deewane sang, und nahm mit ihm unter anderem den Soundtrack für den Bollywood-Film Star auf. Ihre gemeinsam unter dem Namen Nazia and Zoheb veröffentlichten Alben Young Tarang und Hotline verfestigten ihre Rollen als Popidole in Indien. 1984 tourten sie mit Amitabh Bachchan auf dessen Nordamerika-Tour.
Von 1993 bis kurz vor ihrem Tod war sie verheiratet. Aus der Ehe entstand ein Sohn (* 1997).
Hassan starb am 13. August 2000 in London an einem Hirntumor.

## Diskografie

### Studioalben
- Disco Deewane (1981)
- Boom Boom (1982)
- Young Tarang (1984)
- Hotline (1987)
- Camera Camera (1992)

### EPs
- Our Love Last Forever (1981)
- Get a Little Closer (1982)
- Dreamer Devane (1983)
- Then He Kissed Me (1988)

## Auszeichnungen
- 1980: Filmfare Award in der Kategorie Best Female Playback Singer
- 1988: Nigar Award in der Kategorie Best Compere